# 일일 흡수 허용량
일일 섭취 허용량(一日攝取許容量, 영어: Acceptable Daily Intake(ADI))은 특정 물질을 섭취할 경우 한 사람에 대한 하루 허용량이다. 단위는 체중 1kg당 mg으로 나타낸다. 흔히 60kg 성인 기준으로 환산하여 표현하기도 한다.